# Femmes conversant
Femmes conversant (en espagnol : Mujeres conversando) est une peinture réalisée par Francisco de Goya entre 1790 et 1793 dans le cadre d'une commande pour Sebastián Martínez y Pérez, commerçant, Lumière et ami de Goya. Le succès de cette toile aurait poussé Goya à entreprendre la septième série de cartons pour tapisserie destinée au bureau de Charles IV dans le palais de l'Escurial, alors qu'il y était réticent.

## Contexte de l'œuvre
Goya reçoit le titre de peintre de la chambre du roi en 1789 après avoir réalisé des portraits de grande qualité des nouveaux monarques — et anciens princes des Asturies aux palais desquels étaient envoyés les cartons de tapisserie —, Charles IV et Marie-Louise de Bourbon-Parme, héritiers de Charles III. Conscient de ses nouvelles responsabilités, il refuse dans un premier temps de peindre de nouveaux cartons.
Depuis la mort de Charles III, la réalisation de cartons pour tapisserie est suspendue — bien que la Fabrique royale laisse entendre qu'elle permettra « qu'on sorte des dessins qui plaisent, et se distinguent par le bon goût », et le Pardo est délaissé par les princes devenus rois, faisant de l'Escurial leur Site royal favori. Le 20 avril 1790, les peintres de la cour reçoivent un communiqué où il est écrit que « le Roi a décidé de déterminer les thèmes champêtres et cocasses comme étant ceux qu'il veut représentés sur les tapisseries ». Goya fait partie de cette liste des artistes qui vont s'employer à décorer l'Escurial. Cependant, étant peintre de la chambre du roi, il refuse dans un premier temps de commencer une nouvelle série, considérant cela comme un travail trop artisanal, lui qui pense s'être séparé de la corporation des peintres de carton.
Femmes conversant ferait partie, avec Mujer dormida et El Sueño d'une commande pour Sebastián Martínez y Pérez, commerçant, Lumière et ami de Goya. Le succès de cette toile aurait poussé Goya à entreprendre la septième série de cartons pour tapisserie destinée au bureau de Charles IV dans le palais de l'Escurial, alors qu'il y était réticent.
La toile est citée pour la première fois dans le catalogue du musée du Prado en 1876.

## Analyse
Deux femmes sont en conversation animée. Les personnages et la perspective laisse supposer que la toile était destinée à être un dessus-de-porte ou de fenêtre. Goya utilise ici un coup de pinceau rapide, tandis que l'éclairage crée des contrastes puissants opposant les zones de lumières et d'ombre.
Ce tableau, très proches du style des cartons pour tapisserie, est étroitement lié à deux autres tableaux, Mujer dormida et El Sueño, ainsi qu'aux tableaux pour la promenade des ducs d'Osuna.

### Bibliothèque
- (es) Collectif Prado et Juan J. Luna et al, Goya, 250 aniversario, Madrid, Musée du Prado, 1996, 436 p. (ISBN 84-87317-48-0 et 84-87317-49-9)